# Жадово (Черниговская область)
Жа́дово (укр. Жадове) — село в Семёновском районе Черниговской области Украины. Население около тысячи человек - 2024 год. Занимает площадь 2,29 км².
Код КОАТУУ: 7424781501. Почтовый индекс: 15461. Телефонный код: +380 4659.

## Власть
Орган местного самоуправления — Жадовский сельский совет. Почтовый адрес: 15461, Черниговская обл., Семёновский р-н, с. Жадово, ул. Центральная, 15.

## История
В XIX веке село Новый Жадов (Жадово) было в составе Старожадовской волости Новгород-Северского уезда Черниговской губернии. В селе была Михайловская церковь.